# Jazz Tour
Jazz Tour – trasa koncertowa brytyjskiej grupy rockowej Queen promująca album Jazz. Zespół koncertował w Ameryce Północnej (Stany Zjednoczone i Kanada), Europie i Japonii.
Część europejskiego etapu trasy została zarejestrowana i wydana jako Live Killers – pierwszy koncertowy album Queen.

## Programy koncertów

### Europa
1. „We Will Rock You” (szybka wersja)
2. „Let Me Entertain You”
3. „Somebody to Love”
4. „If You Can't Beat Them”
5. „Death on Two Legs”
6. „Killer Queen”
7. „Bicycle Race”
8. „I'm in Love with My Car”
9. „Get Down, Make Love”
10. „You’re My Best Friend”
11. „Now I’m Here”
12. „Spread Your Wings”
13. „Dreamer's Ball”
14. „Love of My Life”
15. „’39”
16. „It’s Late”
17. „Brighton Rock”
18. „Fat Bottomed Girls”
19. „Keep Yourself Alive” / „Fun It” (intro)
20. „Bohemian Rhapsody”
21. „Tie Your Mother Down”
22. „Sheer Heart Attack”
23. „We Will Rock You”
24. „We Are the Champions”
25. „God Save the Queen” (z taśmy)

Inne utwory (rzadko grane):
- „Jailhouse Rock”
- „Big Spender”

### Ameryka Północna i Japonia
1. „We Will Rock You” (szybka wersja)
2. „Let Me Entertain You”
3. „Somebody to Love”
4. „If You Can't Beat Them”
5. „Death on Two Legs”
6. „Killer Queen”
7. „Bicycle Race”
8. „I'm in Love with My Car”
9. „Get Down, Make Love”
10. „You’re My Best Friend”
11. „Now I’m Here”
12. „Don’t Stop Me Now”
13. „Spread Your Wings”
14. „Dreamer's Ball”
15. „Love of My Life”
16. „'39”
17. „It’s Late”
18. „Brighton Rock”
19. „Keep Yourself Alive"/ „Fun It” (intro)
20. „Bohemian Rhapsody”
21. „Tie Your Mother Down”
22. „Sheer Heart Attack”
23. „We Will Rock You”
24. „We Are the Champions”
25. „God Save the Queen” (z taśmy)

Inne utwory (rzadko grane):

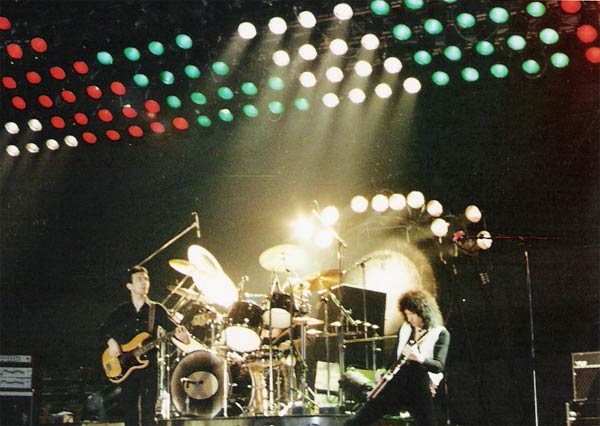
Queen podczas występu w Hanowerze w 1979 podczas Jazz Tour.

- „Fat Bottomed Girls” (zamiast „If You Can't Beat Them”)
- „Teo Torriatte”
- „Mustapha” (intro)
- „Jailhouse Rock”
- „Big Spender"

### Koncert w Saarbrücken
1. „We Will Rock You” (szybka wersja)
2. „Let Me Entertain You”
3. „If You Can't Beat Them”
4. „Mustapha”
5. „Death on Two Legs”
6. „Killer Queen”
7. „I'm in Love with My Car”
8. „Get Down, Make Love”
9. „You’re My Best Friend”
10. „Now I’m Here”
11. „Somebody to Love”
12. „Spread Your Wings”
13. „Love of My Life”
14. „Keep Yourself Alive”
15. solo na perkusji
16. solo na gitarze
17. „Bohemian Rhapsody”
18. „Tie Your Mother Down”
19. „Sheer Heart Attack”
20. „Jailhouse Rock”
21. „We Will Rock You”
22. „We Are the Champions”
23. „God Save the Queen” (z taśmy)

## Daty koncertów
| Data                         | Miasto      | Kraj              | Miejsce                          |
| ---------------------------- | ----------- | ----------------- | -------------------------------- |
| Pierwszy etap                |             |                   |                                  |
| 28 października 1978         | Dallas      | Stany Zjednoczone | Dallas Convention Center         |
| 29 października 1978         | Memphis     | Stany Zjednoczone | Mid-South Coliseum               |
| 31 października 1978         | Nowy Orlean | Stany Zjednoczone | Civic Auditorium                 |
| 3 listopada 1978             | Hollywood   | Stany Zjednoczone | Hollywood Sportatorium           |
| 4 listopada 1978             | Lakeland    | Stany Zjednoczone | Lakeland Center                  |
| 6 listopada 1978             | Waszyngton  | Stany Zjednoczone | Capital Centre                   |
| 7 listopada 1978             | New Haven   | Stany Zjednoczone | New Haven Coliseum               |
| 9 i 10 listopada 1978        | Detroit     | Stany Zjednoczone | Cobo Arena                       |
| 11 listopada 1978            | Kalamazoo   | Stany Zjednoczone | Wings Stadium                    |
| 13 listopada 1978            | Boston      | Stany Zjednoczone | Boston Garden                    |
| 14 listopada 1978            | Providence  | Stany Zjednoczone | Providence Civic Center          |
| 16 i 17 listopada 1978       | Nowy Jork   | Stany Zjednoczone | Madison Square Garden            |
| 19 listopada 1978            | Uniondale   | Stany Zjednoczone | Nassau Coliseum                  |
| 20 listopada 1978            | Filadelfia  | Stany Zjednoczone | The Spectrum                     |
| 22 listopada 1978            | Nashville   | Stany Zjednoczone | Auditorium                       |
| 23 listopada 1978            | Saint Louis | Stany Zjednoczone | Checkerdome                      |
| 25 listopada 1978            | Richfield   | Stany Zjednoczone | Richfield Coliseum               |
| 26 listopada 1978            | Cincinnati  | Stany Zjednoczone | Cincinnati Gardens               |
| 28 listopada 1978            | Buffalo     | Stany Zjednoczone | War Memorial Auditorium          |
| 30 listopada 1978            | Ottawa      | Kanada            | Ottawa Civic Center              |
| 1 grudnia 1978               | Montreal    | Kanada            | Montreal Forum                   |
| 3 i 4 grudnia 1978           | Toronto     | Kanada            | Maple Leaf Gardens               |
| 6 grudnia 1978               | Madison     | Stany Zjednoczone | Dane County Coliseum             |
| 7 grudnia 1978               | Chicago     | Stany Zjednoczone | Chicago Coliseum                 |
| 8 grudnia 1978               | Kansas City | Stany Zjednoczone | Kemper Arena                     |
| 12 grudnia 1978              | Seattle     | Stany Zjednoczone | Seattle Coliseum                 |
| 13 grudnia 1978              | Portland    | Stany Zjednoczone | Portland Coliseum                |
| 14 grudnia 1978              | Vancouver   | Kanada            | PNE Coliseum                     |
| 16 grudnia 1978              | Oakland     | Stany Zjednoczone | Oakland Coliseum                 |
| 18, 19 i 20 grudnia 1978     | Inglewood   | Stany Zjednoczone | Kia Forum                        |
| Drugi etap                   |             |                   |                                  |
| 17 stycznia 1979             | Hamburg     | Niemcy            | Ernst-Merck-Halle                |
| 18 stycznia 1979             | Kilonia     | RFN               | Ostseehalle                      |
| 20 stycznia 1979             | Brema       | RFN               | Stadthalle                       |
| 21 stycznia 1979             | Dortmund    | RFN               | Westfalenhalle                   |
| 23 stycznia 1979             | Hanower     | Niemcy            | Coliseum                         |
| 24 stycznia 1979             | Berlin      | RFN               | Messesportspalace                |
| 26 i 27 stycznia 1979        | Bruksela    | Belgia            | Forest National                  |
| 29 i 30 stycznia 1979        | Rotterdam   | Holandia          | Ahoy Rotterdam                   |
| 1 lutego 1979                | Kolonia     | RFN               | Sporthalle                       |
| 2 lutego 1979                | Frankfurt   | RFN               | Festhalle                        |
| 4 lutego 1979                | Zurych      | Szwajcaria        | Hallenstadion                    |
| 6 lutego 1979                | Zagrzeb     | Jugosławia        | Dom Sportova                     |
| 7 lutego 1979                | Lublana     | Jugosławia        | Tivoli Halle                     |
| 10 i 11 lutego 1979          | Monachium   | RFN               | Rudi-Sedlmayer-Halle             |
| 13 lutego 1979               | Stuttgart   | RFN               | Sporthalle Böblingen             |
| 15 lutego 1979               | Saarbrücken | RFN               | Saarlandhalle                    |
| 17 lutego 1979               | Lyon        | Francja           | Palais des Sports                |
| 19, 20 i 21 lutego 1979      | Barcelona   | Hiszpania         | Palacio de los Deportes          |
| 23 lutego 1979               | Madryt      | Hiszpania         | Pabellon de Real Madrid          |
| 25 lutego 1979               | Poitiers    | Francja           | Les Arenes                       |
| 27 i 28 lutego, 1 marca 1979 | Paryż       | Francja           | Pavillion de Paris               |
| Trzeci etap                  |             |                   |                                  |
| 13 i 14 kwietnia 1979        | Tokio       | Japonia           | Nippon Budokan                   |
| 19 i 20 kwietnia 1979        | Osaka       | Japonia           | Festival Hall                    |
| 21 kwietnia 1979             | Kanazawa    | Japonia           | Practica Ethics Commemor         |
| 23, 24 i 25 kwietnia 1979    | Tokio       | Japonia           | Nippon Budokan                   |
| 27 kwietnia 1979             | Kobe        | Japonia           | Kobe Central Gymnasium           |
| 28 kwietnia 1979             | Nagoja      | Japonia           | International Display            |
| 30 kwietnia i 1 maja 1979    | Fukuoka     | Japonia           | Kyuden Memorial Gymnasium        |
| 2 maja 1979                  | Yamaguchi   | Japonia           | Prefectural Athletic Association |
| 5 i 6 maja 1979              | Sapporo     | Japonia           | Makomanai Ice Arena              |
| Czwarty etap                 |             |                   |                                  |
| 18 sierpnia 1979             | Saarbrücken | RFN               | Ludwigsparkstadion               |